# Pedernal
Pedernal är en ort i Mexiko.   Den ligger i kommunen Tantoyuca och delstaten Veracruz, i den sydöstra delen av landet, 240 km norr om huvudstaden Mexico City. Pedernal ligger 146 meter över havet och antalet invånare är 222.
Terrängen runt Pedernal är platt. Runt Pedernal är det ganska tätbefolkat, med 72 invånare per kvadratkilometer. Närmaste större samhälle är Tantoyuca, 7,1 km sydväst om Pedernal. Trakten runt Pedernal består till största delen av jordbruksmark.